# Camillo Bellieni
Camillo Bellieni (Sàsser, 31 de gener de 1893 - Nàpols, 9 de desembre de 1975) fou un polític i historiador sard, cofundador amb Emilio Lussu i Davide Cova del Partit Sard d'Acció.
Passà la seva infantesa a Thiesi, es graduà en jurisprudència a Sàsser i en filosofia a Roma. El 1911 es mostrà contrari a la intervenció italiana a Líbia i el 1913 s'establí a Nàpols. Quan Itàlia participà en la Primera Guerra Mundial s'allistà en diverses companyies fins que va ingressar a la Brigada Sàsser, amb la que va resultar ferit a l'altiplà d'Asiago el novembre de 1917. Restà invàlid i va rebre la medalla al valor militar.
Després de la guerra fou un dels fundadors del Partit Sard d'Acció, del que n'esdevingué un dels principals ideòlegs. El 1924 es graduà a Nàpols en paleografia i arxivística, i el 1925 fou nomenat professor de filosofia a la Universitat de Bolonya, càrrec del qual fou remogut més tard per la seva manca d'afectació al feixisme, i fou enviat a la Universitat de Trieste.
El 1943 va tornar a Sardenya i treballà com a bibliotecari a la Universitat de Sàsser. Participà en la reconstitució del Partit Sard d'Acció, en el que s'oposà al corrent d'Emilio Lussu, partidari de fer-ne una secció del Partit d'Acció. A començaments dels anys 1950 tornà a Nàpols, on es dedicà a l'ensenyament i no participà en política.

## Obres
- L'associazione dei combattenti: appunti per una storia politica dell'ultimo quinquennio (1924)
- Lineamenti di una storia della civiltà in Sardegna a Il Nuraghe, 1924-26, nn. 13-17,
- Enfiteusi, schiavitù e colonato in Sardegna all'epoca di Costantino, a Il Nuraghe, 1928, n. 1, pp. 16-24. n. 2, pp. 19-25.
- Eleonora d'Arborea, a Il Nuraghe, 1929, pp. 14-26.
- La Sardegna e i sardi nella civiltà del mondo antico (1931)
- La lotta politica in Sardegna dal 1848 ai giorni nostri (1962)
- La Sardegna e i sardi nella civiltà dell'Alto Medioevo (1973)
- Il movimento autonomistico in Sardegna (1917-1925) (1975)